# 岡野加穂留
岡野 加穂留（おかの かおる、1929年6月22日 - 2006年6月7日 ）は、日本の政治学者。明治大学名誉教授。第11代明治大学学長。専門は、比較政治学、政治制度論、比較憲法学。
日本におけるデモクラシー研究の第一人者。民主主義という精神論を科学としての政治学から排除し、比較政治制度研究の過程の中でデモクラシー概念を洗練化させ、政治的多数者による統治方式と捉えた。他方では、人権・平等・平和など政治的理念をうたう日本国憲法を固持する姿勢は、政治家共通の心情になければならないとの一貫した姿勢を表明していた。また、スウェーデンの福祉国家・社会民主主義政策を評価していた。日本臨床政治学会初代理事長、日本中国学術交流機構代表理事、財団法人社会経済生産性本部評議員、国際教育交流協会理事、American Friends Service Committee終身会員を務めた。
現実政治との関わりでは、後藤田正晴との共著出版、三木内閣・村山内閣・小渕内閣のブレーンなどの役割を担った。自由民主党関係者にとどまらず、福島瑞穂・社会民主党党首への応援と交流など、政治的イデオロギーにとらわれない政治活動をも行っている。晩年は「郵便局ファンの会」会長を務め、小泉純一郎をアメリカの手先であるとして保守派の政治家・論客とともに批判した。また、『21世紀委員会』で元ソビエト連邦大統領のミハイル・ゴルバチョフと共同研究を行っていた。
研究者仲間に内田満や堀江湛らがおり、門下生には、大六野耕作、櫻井陽二、小池治、藤本一美、中谷義和、國廣敏文、渡辺俊彦などがいる。

## 経歴
- 東京府東京市京橋区佃島（現在の東京都中央区佃）生まれ。
- 東京都立第三商業学校卒業。
- 1947年、明治大学政治経済学部政治学科入学。同大雄弁部入部。ラグビーでも活動歴があり、同年の東京文理科大学戦にフランカー（7番）のポジションで出場している[1]。
- 1952年、同政治経済学部政治学科首席卒業。在学当時の体育教師は、ラグビー部監督・明治大学政治経済学部教授の北島忠治である。
- 1955年、同大学大学院政治経済学研究科政治学専攻修士課程修了。明治大学名誉教授・弓家七郎のもとで比較憲法および比較政治を学ぶ。
- 1963年、同助教授。同年スウェーデンに留学（北欧理事会・スウェーデン労働者教育協会招聘）。以後、スウェーデン・ノルウェー・デンマークで福祉国家の政治制度比較の研究に携わる。
- 1965年、明治大学政治経済学部教授。
- 1966年、『アンペラ内閣』成立のなか、スカルノ大統領、スハルト大統領と懇談する。
- 1970年、選挙浄化委員会中央委員座長。
- 1971年、スウェーデン社会研究所理事。
- 1974年、アメリカ、ジョンズ・ホプキンス大学国際研究大学院客員教授およびワシントン外交調査センター特別研究員。
- 1976年、内閣総理大臣諮問機関委員。
- 1976年、早稲田大学政治経済学部・東京女子大学文理学部講師（～1986）。
- 1983年、社会経済国民会議理事。1985年、明治大学ラグビー部長に就任。
- 1988年、明治大学政治経済学部長。
- 1989年、政治改革フォーラム代表世話人。
- 1991年、内閣総理大臣諮問機関委員。
- 1992年、第11代明治大学学長・理事。
- 1993年、文部省大学設置・学校法人審議会委員、大学基準協会副会長・理事。
- 1996年、東京経済大学理事・評議員。
- 1997年、スウェーデン国立ストックホルム大学SIPAS大学院客員教授、スウェーデン国立リンショッピン大学法学部客員教授、アジア欧州会合（ASEM）日本代表。
- 2000年、明治大学名誉教授。
- 2006年、がん性脳髄膜炎のため死去。享年76。

## 岡野政治学の特色
岡野は比較的若くして教授になったこともあり、その学問的環境は恵まれていた。彼の政治学を一言で言うならば「臨床政治学」ということになろう。現場の政治を直に客観的に観察し、現代デモクラシーという基準によってその状態を評価するというものである。ただ、彼の臨床政治学は、人物の罪を問うたり政党の悪を暴くといった革新政治学者が行う非科学的政治論を展開するものではない。岡野は、政治を臨床として考察し、その状態の病理の根拠を政治制度の歪みに求め、ひいてはその制度の成熟度を日本国民の知的水準としてみなす点で、政治家の質よりも国民の質を問題とする政治学を考究した。
彼によれば、政治家は議会制デモクラシーにおける正当な過程を経て選ばれた者であり、その政治家の権力の由来は国民に在るとする。この主権在民の思想は、岡野政治学を語る上で欠かせない。岡野の大学院生時代、憲法学の宮沢俊義に学んだ思想であり今に至るまで変節していない。国民の主権在民を前提とする以上、国民の質（民度）が低ければ政治家の質も低いとされる。サミュエル・ハンチントンの「成長の暗喩」を例にとり、脱工業化社会において国民に求められるべき認知指向は、成長の意味内容を問いなおし、公共財の創出発展を政治の最重要課題とするものでなければならないとする。その論拠は、自明とされている世界における資源の枯渇、環境問題、それらによる経済成長の問題が、政治な自由と平等を侵食しているというものである。岡野はこの政治学の課題を「政治生態学」と称している。
岡野政治学は、机上の空理空論の政治学をもっとも嫌い、国外、とりわけ北欧において政治制度の研究を行い、そのモデルを日本の政治制度と比較することによって、双方の長所と欠点を専ら研究の対象とした。政治制度は、ありのままの制度を研究するというのではなく、政治過程における制度の形成過程の現場に立ち会い、直接実証記述を行うという実証政治学の立場を貫いている。このような経歴を持つ岡野に対して、自由民主党、日本社会党、民社党は政治家立候補への要請を何度となく行ったが、岡野はこれを受け容れなかった。岡野政治学は、特定のイデオロギーによらない政治学を構築し、リアリズムの政治学を目指している。
田中角栄の汚職事件もリクルート事件も、政党の内部問題として批判することなく、汚職を取り巻いている日本の政治風土や日本国民を断罪することのほうに力点がおかれている。また、汚職で逮捕された田中角栄を全否定するのではなく、その政治的業績の功罪両方をバランスよく総括的に評価するという政治学者としての義務をも果たしている。
普遍的政治理念とされる「自由・平等・平和・人権・非暴力」を、どの政党も基本的に認知している点で、特定の政党に肩入れしない中立的な政治姿勢を保っている。ただし日本共産党に対してはこの点については懐疑的である。その理由は、日本共産党員とおぼしき明治大学の学生が、岡野の学長就任以前に岡野に対して度重なる暴力を振るうなどの事実があったからである。
岡野は、1992年、学長就任に際して、宮崎繁樹総長らとともに、明治大学の暴力的象徴ともいえる鉄柵の校門・学生運動看板を完全撤去し、古い明治大学の体質を一新すべく、現在のリバティタワーの建設決定を行った。大学政治も平和でなければならないということを行動で実行した岡野のやり方は、他大学へと波及効果を及ぼした。

## 人物
岡野は経歴からもわかるように人生のほとんどを明治大学で過ごした。兄は明治大学の出身、弟は早稲田大学の出身である。裕福な家庭に育った岡野であるが、自分を「江戸っ子」と呼び、私学は明治だけがまともであると主張する「明治ナショナリスト」としても有名である。文武両道の精神を身につけていない人間に学問をする資格はないとの信念を貫き、得意とする剣道を実践した。
彼の講義は極めて平易であり学生に親切な言葉で語られる一方で、私語や欠伸をする学生に対して講義が数十分も中断するなど礼節をわきまえることに対して厳しかったようである。煙草、酒は一切やらず少食であることをモットーにしながら、多彩な活動はマスコミにまで及んだ。ラグビー部長に就任以降は、講義の中でラグビー部監督の北島忠治との関わりを熱心に話す場面が何度もあり、北島忠治を何よりも尊敬していた。
日本の政治家の中で一番実績のある人間を、明治の先輩である三木武夫元首相とした。クリーンな政治を掲げた三木政治は、今で言われる「情報公開」や「政治・行政過程の透明性」を先取りしたものとして高く評価している。また、親友では早稲田出身の小渕恵三首相がいた。小渕は、脳梗塞で倒れる数ヶ月前の2000年1月22日（土）に東京・港区のホテルで開催された「岡野加穂留明治大学教授を囲む会」に出席し、長年の親交を語り強い絆で結ばれている友情を熱く語った。また、岡野と親交があり明治の先輩でもある村山富市元首相が、死去した小渕の弔辞を読んでいる。
明治大学学長就任以前に受けていた度重なる集団暴行は、岡野の政治的中立性に原因があったと思われるが、岡野は「非暴力」の精神を大学に根付かせるために、徹底した「大学学内構造改革」を断行した。共産党系教員の役職からの徹底した締め出し、自由な学園が明治の本来の建学の精神であるとの考えからリバティタワー建設を断行し、反対派の教員を押し切った。明大生協が今日、明治大学当局によって公認されなくなった流れを作ったのも岡野の功績であろう。現在、明治大学は、明大生協を暴力集団であるとみなしている。
名誉教授になってからも、普通ならば隠居して肉体的にも衰微していく研究者が多いなかで、ますます研究活動を拡大し、臨床政治学会を設立したり郵便局ファンの会会長としてデモ行進をしたりするなど、その精神と肉体の衰えを感じさせなかった。
元日本サッカー協会会長の岡野俊一郎とは従兄弟である。

## 著書

### 単著
- 『多党制政治論』1968年 経済往来社
- 『光の国とやみの国』1974年 経済往来社
- 『政治風土論』（1976年 現代評論社）
- 『政治の舞台』（1981年 ぎょうせい）
- 『世界の議会5』ヨーロッパIII（1983年 ぎょうせい）
- 『国会は無駄づかい』（1984年 山手書房）
- 『政治改革』（1990年 東洋経済新報社）
- 『内閣総理大臣』（1985年 現代評論社）
- 『知的野蛮人のすすめ』（1992年 講談社）
- 『日本国にもの申す』（1995年 東洋経済新報社）
- 『明日の天気は変えられないが明日の政治は変えられる』（2003年 東信堂）

### 共著
- 『福祉国家論』(1965年 社会思想社)
- 『言論とマスコミ』(1968年 雄山閣出版）
- 『インドネシアの社会構造』（1969年 日本エカフェ協会）
- 『マスコミ近代史』(1969年 雄山閣出版)
- 『インドネシアの政治構造等の研究』(1970年 民主主義研究会)
- 『スウェーデン』(1971年 芸林書房)
- 『スウェーデンの老人福祉』1973年 成文社
- 『人間の世紀』第5巻 政治と人間 1975年 潮出版社
- 『デモクラシーの構造』1976年 NHK市民大学叢書35
- 『政治学を学ぶ』1976年 有斐閣選書
- 『就職・教養に役立つ 時事問題解説』1978年 法学書院
- 『明日の都市14』1979年 中央法規出版
- 『福祉社会スウェーデンの新しい動向』1979年 成文社
- 『明日の都市9』1980年 中央法規出版
- 『昭和宰相列伝』1980年 現代評論社
- 『大衆民主主義2』1980年 文藝春秋
- 『資源と政治』1983年 学陽書房
- 『田中角栄と日本人』1982年 山手書房
- 『地方政治の現実と未来』1983年 ぎょうせい
- 『学生時代に何を学ぶべきか』1988年 講談社
- 『西欧の議会 民主主義の源流を探る』1989年 読売新聞社
- 『世界が求める「日本改造」』21世紀の日本委員会 1990年 朝日新聞社
- 『平和憲法と国際貢献』1991年 労働旬報社
- 『日本式民主主義の虚構』1991年 経済往来社
- 『新版スウェーデン・ハンドブック』1992年 早稲田大学出版部
- 『日本の論点'96』1995年 文藝春秋
- 『遥かなるノーサイド-追悼・北島忠治監督-"前へ"を貫いたラグビー人生の軌跡』1996年 芸文社
- 『大学の質を問う』JUAA選書6 1997年 大学基準協会
- 『激論!日本人の選択・上巻』2000年 小学館文庫

### 編著
- 『世界の議会』1983年 ぎょうせい
- 『内閣総理大臣 就任演説にみる日本の宰相』現代評論社 1985年
- 『福祉社会の未来構造論』1988年 人間の科学社

### 監修
- 現代臨床政治学叢書 全3巻 東信堂
- 藤本一美 編著『村山政権とデモクラシーの危機』臨床政治学的分析 2000年
- 大六野耕作 編著『比較政治学とデモクラシーの限界』臨床政治学の展開 2001年
- 伊藤重行 編著『政治思想とデモクラシーの検証』臨床政治学の基礎 2003年

### 訳書
- M・デュベルジェ『政党社会学』1970年 潮出版社
- H・ティングステン『現代デモクラシーの諸問題』監訳 1974年 人間の科学社
- R・ベンジャミン『現代政治の限界』監訳 1983年 人間の科学社

### その他
- 『現代用語の基礎知識』日本政治 2003年 自由国民社
- 『若者と語る/後藤田正晴、村山富市、岡野加穂留』明治大学政治経済学部編 2002年 毎日新聞社

## その他のメディア
- テレビ出演
  - レディス4　（テレビ東京）

月1回放送の政治特集に出演していた（現在は終了）。日本政治の現状解説とともに、その現状に対する政治学的批判を行った。出演時には蝶ネクタイかループタイ、またG-SHOCKを身に着けるなど、ファッションにも独特のこだわりがあった。
  - サンデーモーニング　（TBS）

横浜の自宅からの政治評論が放映される。
- 新聞等
産経新聞正論、東京新聞での定期的政治評論。
読売新聞、朝日新聞での政治評論。

## 栄典
- 2006年4月 瑞宝重光章受章[2]